# Rey de España

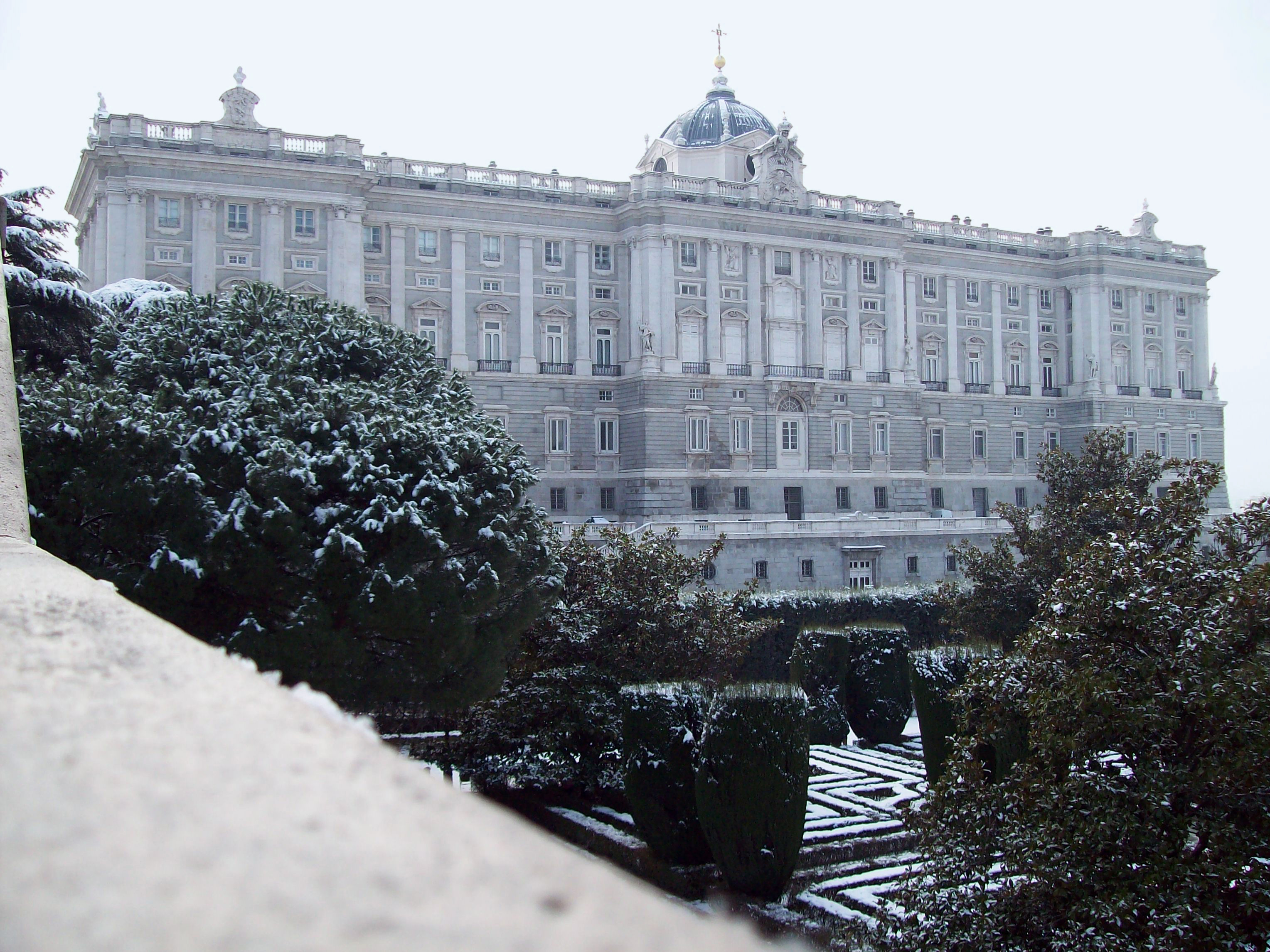
El Palacio Real de Madrid es la residencia oficial del rey de España, pero se utiliza fundamentalmente para ceremonias de Estado porque el monarca no habita en él, sino en el Palacio de La Zarzuela.

El rey de España es el jefe del Estado, símbolo de su unidad y permanencia, a quien corresponde arbitrar y moderar el funcionamiento regular de las instituciones y ejercer la más alta representación de la Nación, además de ejercer las funciones que le atribuyan expresamente la Constitución y las leyes. Ostenta el mando supremo de las Fuerzas Armadas —siendo capitán general de los Ejércitos— como también el Alto Patronazgo de las Reales Academias.
La Constitución de 1978 trata la institución de la Corona, la persona del rey y sus funciones en su Título II, que comprende los artículos 56 a 65. El actual rey de España es Felipe de Borbón y Grecia, que reina con el nombre de Felipe VI.

## La persona del rey de España
El título de rey de España viene avalado por la Constitución, que recupera e incorpora en su texto todas las normas expresas y tácitas que tradicionalmente han regido la monarquía en España. La Constitución, además, reconoce al rey el derecho de usar todos los demás títulos que correspondan a La Corona.
Los títulos históricos que corresponde al rey de España son los siguientes, si bien cuando se trate de Estados de los que actualmente no es soberano se usan bajo la fórmula non præjudicando:

Collar de la Insigne Orden del Toisón de Oro.

- Rey de Castilla,  de León, de Aragón, de Navarra, de Granada, de Jerusalén, de Toledo, de las Dos Sicilias, de Valencia, de Galicia, de Mallorca, de Menorca, de Sevilla, de Córdoba, de Murcia, de Jaén, de los Algarbes, de Algeciras, de Gibraltar, de las Islas Canarias, de las Indias Orientales y Occidentales, de las Islas y Tierra Firme del Mar Océano.
- Archiduque de Austria, duque de Borgoña, de Brabante, de Milán, de Atenas y de Neopatria.
- Conde de Habsburgo, de Flandes, del Tirol, del Rosellón y de Barcelona.
- Señor de Vizcaya y de Molina.
- Etcétera.[nota 7]

El último titular de la Corona del Imperio bizantino, Andrés Paleólogo, vendió su título imperial a Fernando II de Aragón e Isabel I de Castilla antes de su muerte en 1502. Sin embargo, no se tiene constancia de que ningún monarca español haya usado los títulos imperiales bizantinos.
Es, asimismo, soberano gran maestre de la Insigne Orden del Toisón de Oro, así como de la Real y Distinguida Orden de Carlos III, de la Real Orden de Isabel la Católica y de la Orden de las Damas Nobles de la Reina María Luisa.
También puede utilizar el título de rey católico y, además, es canónigo honorífico y hereditario de la Iglesia Catedral de León y de la basílica de Santa María la Mayor en Roma.
La Constitución reconoce a la persona del rey inviolabilidad absoluta y proscribe toda responsabilidad por su parte, sea política o jurídica; pero la Constitución establece la invalidez de todos los actos del titular de la Corona que carezcan del refrendo regulado en ella, que corresponde al presidente del Gobierno, a los ministros o al presidente del Congreso de los Diputados, según los casos.

### Salario
La parte de la asignación destinada a la partida salario consignada en el presupuesto de la Casa del Rey, ascendía en 2015 a un total de 234 204 € brutos. Esta cantidad fue la establecida después de que Felipe VI decidiera rebajar dicha partida, establecida por su padre Juan Carlos en 292 752 €, en un 20 %. En la actualidad, para el año 2022 el monarca tiene un salario anual de 258.927 euros.

## La Corona
La Corona es la institución constitucional en que se configura en España la jefatura del Estado, con unas características propias de la Monarquía Española, que son:
- La sucesión hereditaria de su titular a través de las sucesivas generaciones de la Familia Real.
- La inviolabilidad absoluta de su titular.[17]
- La ausencia de iniciativa política y de poder efectivo (potestas).
- El disfrute de un grado elevado de autoridad (auctoritas).
- La realización por su titular de una serie de actos debidos (tasados) en orden al regular funcionamiento del Estado.

## Funciones

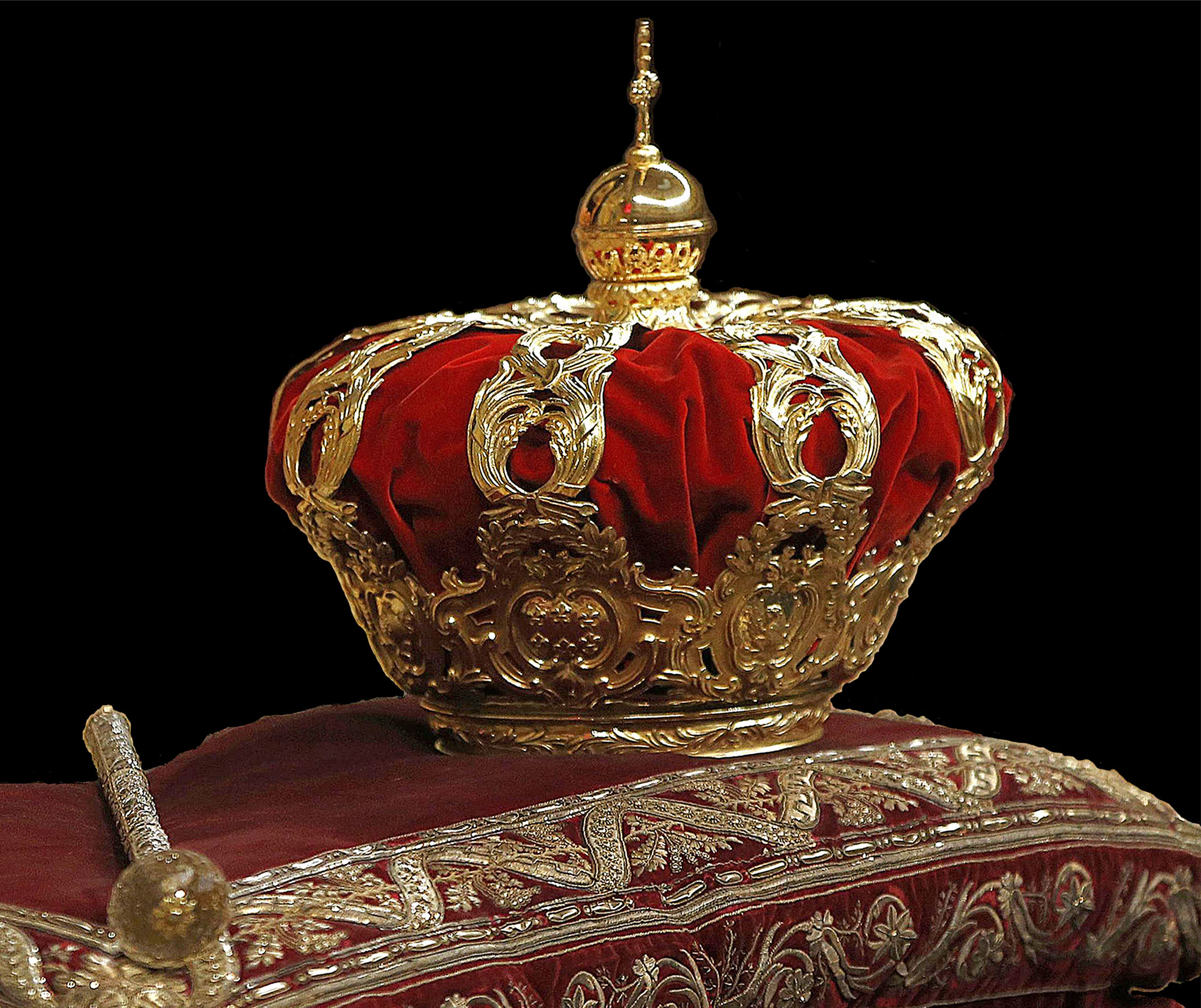
Corona tumular y cetro.

Representación heráldica de la corona real española.

El rey de España es, constitucionalmente, símbolo de la unidad y permanencia del Estado. Según el servicio jurídico del Congreso de los Diputados, la idea de unidad tendría una significación política doble: la Corona representa la unidad del Estado frente a la división orgánica de poderes y el rey representa igualmente al Estado como ente único, en relación con los político-territoriales en que este se divide. La idea de permanencia alude al carácter hereditario de la Corona, puesto que el monarca no es elegido por las fuerzas políticas y sociales y tiene capacidad para expresar lo general y permanente, asegurando la sucesión de un régimen de la misma naturaleza.
Asumiendo su rol de arbitraje y moderación del funcionamiento regular de las instituciones, desempeña una serie de funciones contempladas y recogidas en la Constitución. Se pueden enumerar las siguientes como las más representativas e importantes de cuantas corresponden al monarca:
- Sancionar y promulgar las Leyes. La sanción real, que el rey da en el plazo de quince días, tiene una función certificante que confiere a la ley su perfeccionamiento, pese a haber sido ya aprobada por las Cortes Generales; en cuanto a la promulgación, unida a la publicación que también al rey corresponde ordenar, el monarca pone las leyes en conocimiento presunto de todos, particulares y autoridades, y por ese solo hecho quedan investidas de fuerza obligatoria general (principio constitucional de publicidad de las normas).
- Convocar y disolver las Cortes Generales y convocar a elecciones en los términos previstos en la Constitución. A propuesta del presidente del Gobierno, el titular de la Corona tiene la potestad de poner fin anticipadamente al mandato de senadores y diputados, bien ambas Cámaras o una sola de ellas, expidiendo un real decreto de disolución, que además deberá precisar la fecha de las elecciones, que también al rey corresponde convocar, sea por este motivo o por la expiración natural del mandato de las Cámaras.
- Convocar a referéndum en los casos previstos en la Constitución. El rey tiene en exclusiva el derecho a apelar al pueblo y someter a consulta de la Nación todo proyecto o cuestión que le haya propuesto el presidente del Gobierno, previa autorización del Congreso de los Diputados, o bien por exigirlo así la propia Constitución para su reforma.
- Proponer al Congreso de los Diputados el candidato a la presidencia del Gobierno, nombrarlo y cesarlo, en los términos previstos en la Constitución. Tras cada renovación del Congreso de los Diputados y en los casos en que este rechaza ratificar su confianza al Gobierno, el titular de la Corona consulta con los líderes de los grupos políticos con representación parlamentaria y propone al Congreso de Diputados un candidato a la presidencia del Gobierno, y lo nombra si el Congreso le da su confianza o propone otro en caso contrario. Además nombra como presidente del Gobierno al candidato cuyo nombre esté incluido en una moción de censura aprobada por el Congreso de los Diputados contra el Gobierno.
- Nombrar y cesar a los demás miembros del Gobierno, a propuesta de su presidente.
- Expedir los decretos acordados en Consejo de Ministros, presidirlo a petición del presidente del Gobierno, cuando lo estime oportuno, a fin de ser informado de los asuntos de Estado, conferir los empleos civiles y militares y conceder honores y distinciones con arreglo a las Leyes.
- El derecho de gracia. El rey tiene el derecho, a propuesta del Gobierno, de remitir en todo o en parte todas las condenas pronunciadas por los tribunales de justicia en el orden penal, sea común o militar, bien de manera condicional o incondicional. En todo caso debe ser de acuerdo a la ley, no pudiendo conceder indultos generales. El rey se reserva la concesión de títulos nobiliarios y grandezas de España.
- Alto patronazgo de las Reales Academias.
- Acreditar a los embajadores y otros representantes diplomáticos del Reino, y ante él se acreditan los embajadores y representantes diplomáticos extranjeros.
- Manifestar el consentimiento del Estado para obligarse por medio de tratados internacionales.[19]
- Declarar la guerra y hacer la paz, previa autorización de las Cortes Generales.[20]

### Refrendo
El refrendo es una figura jurídica, regulada por el artículo 56.3 de la Carta Magna, por la cual el titular de la Corona realiza válidamente sus actos solo cuando estos son firmados o consentidos también por la persona previamente determinada por la Constitución, que por ese hecho asume toda la responsabilidad del acto en sí; se exceptúan de esta obligación de refrendo el nombramiento y relevo de cualesquiera miembros civiles y militares de su Casa (art. 65.2, según excepción establecida en el art. 56.3, frase final).

## Sucesión

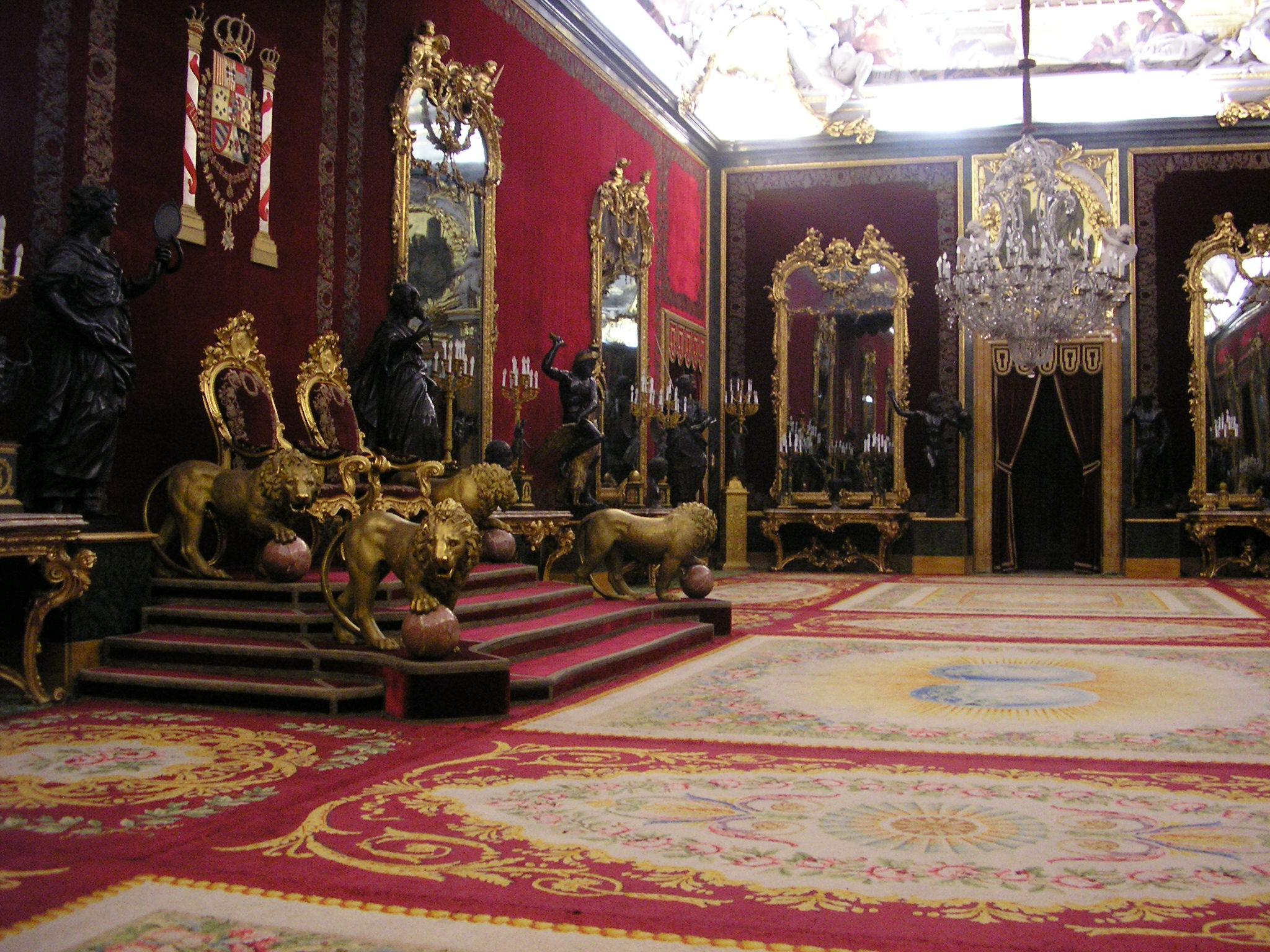
Salón del Trono del Palacio Real de Madrid.

La sucesión en el trono sigue el orden regular de primogenitura y representación, siendo preferida siempre la línea anterior a las posteriores, en la misma línea el grado más próximo al más remoto, en el mismo grado el varón a la mujer y en el mismo sexo la persona de más edad a la de menos.
Esto quiere decir que tras vacar la Corona, por muerte o abdicación de su titular, se convertirá en rey su hijo de más edad; en ausencia de varones y de descendientes de estos, se convertirá en reina su hija de más edad; en ausencia de hijas y de descendientes de estas, se convertirá en rey su hermano de más edad; en ausencia de hermanos y de descendientes de estos, su hermana de más edad; y en ausencia de hermanas y de descendientes de estas, los demás parientes de grados y líneas más distantes.
Este tipo de sucesión se llama agnaticia y no sálica, pues a diferencia de la Ley Sálica, esta no excluye a las mujeres de la sucesión, pero sí las sitúa detrás de sus hermanos varones, aunque estos sean de menor edad. Actualmente se encuentra en discusión la idea de modificar la Constitución para permitir que la sucesión opere en favor de la persona de más edad, con independencia de su sexo, lo que llevaría a una sucesión por primogenitura estricta.
Las personas que tengan derecho a la sucesión en el trono pueden casarse libremente, salvo que el matrimonio se enfrente a la prohibición expresa del titular de la Corona y de las Cortes Generales, en cuyo caso la persona en cuestión perdería su derecho a suceder para sí y sus descendientes; esto significa que todo matrimonio se presume celebrado con el asentimiento del titular de la Corona y de las Cortes Generales, salvo prueba en contrario, y que la oposición al mismo debe ser manifestada de forma expresa tanto por uno como por otras y que en caso de que solo uno de ellos se opusiera al matrimonio, este podría celebrarse sin consecuencia alguna para la persona en cuestión.
El rey de España actualmente es Felipe VI, que ascendió al trono el 19 de junio de 2014, tras la abdicación de su padre Juan Carlos I.

## Regencia y tutela
La regencia es una institución interina que asume la jefatura del Estado cuando el legítimo titular de la Corona está impedido para ejercer su autoridad, por enfermedad física o mental previo reconocimiento de las Cortes Generales, o cuando es menor de edad.
La Constitución ha optado por el sistema de regencia legítima, de modo que será regente la persona llamada a ello por la propia Constitución: el príncipe de Asturias en caso de incapacidad del rey, el padre o madre del rey menor de edad en caso de que se dé esta circunstancia y los demás parientes según el orden de sucesión en el Trono.
Únicamente en el caso de que no haya ninguna persona llamada a suceder en el Trono —por ejemplo, en la hipótesis de que todos los miembros de la familia real fallecieran en un accidente o atentado y solo sobreviviera un infante menor de edad por no haber estado presente— las Cortes Generales nombrarán la regencia y esta se compondrá de una, tres o cinco personas.
En este caso, además, sería preciso un tutor para el rey menor de edad. La Constitución prevé que será tutor del rey menor de edad la persona que en su testamento hubiera nombrado el monarca difunto, siempre que sea español y mayor de edad; en su defecto lo será el padre o madre del rey menor de edad, mientras permanezcan viudos; a falta de ellos, el tutor será nombrado por las Cortes Generales.
Para todos estos casos, la Constitución prohíbe acumular los cargos de regente y tutor salvo en el padre, madre o ascendientes directos del rey menor de edad.

## Familia real

Estandarte del monarca español. En él se aprecia su escudo personal, con el collar de la Orden del Toisón de Oro, la corona real y las armas de España; este, sobre campo rojo carmesí.

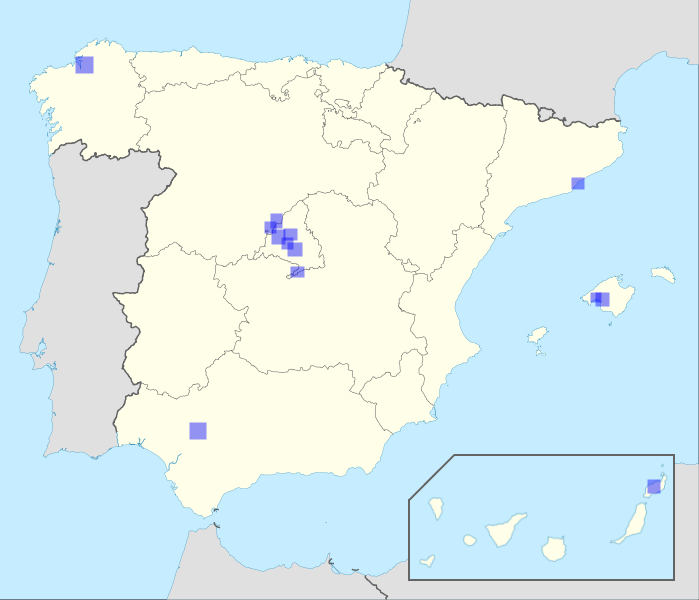
Lugares donde se encuentran Palacios Reales y otras residencias del monarca, todas adscritas a Patrimonio Nacional excepto el Palacio de Marivent, que es de la Comunidad de Baleares, el Palacio de Albéniz, a cargo de la Generalidad de Cataluña, los Alcázares de Sevilla, a cargo del Real Patronato del Alcázar de Sevilla y el Pazo de Mariñán, a cargo de la Diputación Provincial de La Coruña.

La Familia Real se compone del rey o reina (titular de la Corona), de la reina consorte o consorte de la reina, de los descendientes de ambos (hijos y nietos, comúnmente) y de los consortes de ellos.
Actualmente forman, además, parte de la Familia Real los padres del rey Felipe VI: El rey Juan Carlos y la reina Sofía.
La mujer casada con el rey es reina de España y tiene derecho al tratamiento de majestad. El hombre casado con la reina es príncipe y tiene derecho al tratamiento de alteza real, aunque nada en la Constitución impide que se modifique esta norma y se eleve a rey consorte con tratamiento de majestad al esposo de la reina (de hecho, en España ha ocurrido en algunas ocasiones en el pasado, recibiendo el título de rey consorte y el tratamiento de majestad el esposo de la reina Isabel II, el infante Francisco de Asís; asimismo recibió el título de rey consorte y el tratamiento de alteza real el esposo de la reina Juana I, el archiduque de Austria Felipe de Habsburgo).
La Constitución excluye expresamente a la reina consorte o consorte de la reina del ejercicio de las funciones constitucionales, salvo lo dispuesto para la regencia.
El sucesor inmediato a la Corona (la persona que en un momento dado se convertiría automáticamente en rey o reina en caso de muerte o abdicación del titular de la Corona) es príncipe o princesa de Asturias y tiene derecho al tratamiento de alteza real.
Los hijos del rey que no sean príncipe o princesa de Asturias y los hijos de este príncipe o princesa son infantes de España y reciben el tratamiento de alteza real.
Por su parte, los hijos de los infantes o infantas tienen consideración de grandes de España y tienen derecho al tratamiento de excelencia.
El regente o los miembros de la regencia reciben el tratamiento protocolario de alteza salvo que tuviese derecho a un tratamiento superior (la reina viuda, por ejemplo, tendría derecho al tratamiento de majestad).

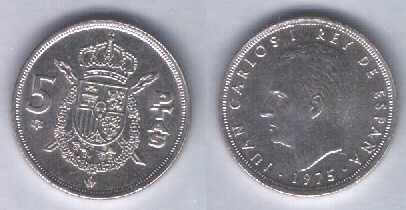
Moneda de 5 pesetas del año 1975.

Las Leyes prevén para la Familia Real un trato diferente en circunstancias que lo ameritan: las normas procesales eximen al rey o reina, a su consorte y al príncipe o princesa de Asturias de concurrir al llamamiento judicial y de prestar testimonio, y permiten que el resto de los miembros de la Familia Real lo hagan por escrito; el Código Penal común y el Código Penal militar castigan como delito contra la Corona el homicidio, consumado o tentado, contra el rey o reina, cualquiera de sus ascendientes o descendientes, reina consorte o consorte de la reina, príncipe o princesa herederos de la Corona y regente o miembro de la regencia. Por lo demás las Leyes establecen otros privilegios y prerrogativas para la Primera Familia de la Nación, sin hacer mención expresa de ella en los demás casos.
La Familia Real está asistida por la Casa de Su Majestad el Rey, como órgano de apoyo al titular de la Corona y su Familia en el ejercicio de sus funciones constitucionales y demás responsabilidades; tanto la Familia Real como la Casa de Su Majestad el Rey se sostienen gracias a la cantidad que el rey recibe anualmente de los Presupuestos Generales del Estado, la cual debe ser global (por lo que no puede dividirse en partidas ni establecerse sobre ella otras formas de control). Tanto el nombramiento y cese de los miembros civiles y militares de la Casa de Su Majestad el Rey como la distribución que el titular de la Corona hace la cantidad recibida de los Presupuestos Generales tiene lugar con absoluta libertad por su parte, quedando exceptuados por la Constitución del requerimiento general de refrendo de los actos regios.